# 大乙上
大乙上（だいおつじょう）は、649年から685年まで日本で用いられた冠位である。664年までは19階中15位で上は小山下、下は大乙下。664年より後は26階中19位で下が大乙中になった。

## 概要
大化5年（649年）2月の冠位十九階で導入された。前の七色十三階冠の大黒が、大乙上と大乙下に分割されたうちの一つである。
天智天皇3年（664年）2月9日の冠位二十六階で、大乙は大乙上・大乙中・大乙下の3階になった。
天武天皇14年（685年）1月21日の冠位四十八階で冠位の命名方法が一新したときに廃止された。

## 叙位された人物
『日本書紀』によれば、白雉5年（654年）の遣唐使の一員書麻呂、天武天皇5年（676年）の遣新羅使の大使物部麻呂（石上麻呂）が大乙上であった。斉明天皇4年（658年）に都で饗応された蝦夷の馬武が大乙上を授けられたこともある。馬武は一緒に饗応された蝦夷の中で最高位であった。
天武天皇2年（673年）に耽羅（済州島）から使者として来た久麻芸（久麻伎）は、耽羅王とともに大乙上を授かった。このとき、日本側はこの冠位が百済の佐平にあたると説明した。その冠は特に錦繍で飾った。
『常陸国風土記』には、大化5年（649年）に香島郡（鹿島郡）新設にあたった人として中臣□子が見えるが、□のところは欠字で正しい名は不明。また、信太郡に関しては物部会津の名が見える。
- 中臣□子 - 大化5年（649年）見。名の□は欠字。
- 物部会津 - 白雉4年（653年）見。
- 書麻呂 - 白雉5年（654年）2月見。遣大唐判官。
- 馬武 - 斉明天皇4年（658年）7月4日叙位。津軽郡大領。
- 不詳 - 天武天皇2年（673年）8月25日叙位。耽羅王。
- 久麻芸（久麻伎） - 天武天皇2年（673年）8月25日叙位。耽羅王子。
- 物部麻呂（石上麻呂） - 天武天皇5年（676年）10月10日見。遣新羅大使。